# Fausta Quintavalla
Fausta Quintavalla (Montechiarugolo, 4 maggio 1959) è un'ex giavellottista ed ex pallavolista italiana, otto volte campionessa italiana del lancio del giavellotto.

## Biografia
La sua carriera sportiva svaria dal tiro del giavellotto, con titoli italiani vinti e partecipazioni a due Olimpiadi, alla militanza nella squadra femminile di pallavolo del Centro Universitario Sportivo di Parma in serie A-1, all'attuale attività di giocatrice di golf.
I maggiori successi le sono sicuramente arrivati dal tiro del giavellotto, specialità nella quale è stata otto volte campionessa di Italia (dal 1979 al 1984 e ancora nel 1986 e 1990).
Già nel 1977 la giovane Fausta si mette in luce stabilendo il record italiano juniores con la misura di 58,98 m.
Nel 1979 è medaglia d'argento ai Giochi del Mediterraneo e, dopo un ottavo posto alla Coppa del mondo di atletica leggera di Roma del 1981, vince una nuova medaglia d'argento alle Universiadi del 1985 in Canada, dove raggiunge, utilizzando il vecchio modello di giavellotto in disuso dal 1999, il suo record personale di lancio con 67,20 m, misura che tuttora rappresenta il primato italiano.
Ha partecipato a due Olimpiadi: a Mosca nel 1980 piazzandosi dodicesima e a Los Angeles nel 1984 dove viene eliminata nelle qualificazioni; un infortunio (uno fra i tanti di una lunga serie) le precluderà poi la strada per le Olimpiadi di Seul del 1988.

## Palmarès
| Anno | Manifestazione          | Sede       | Evento                 | Risultato | Prestazione | Note  |
| ---- | ----------------------- | ---------- | ---------------------- | --------- | ----------- | ----- |
| 1979 | Giochi del Mediterraneo | Spalato    | Lancio del giavellotto | Argento   | 57,06 m     | [ 1 ] |
| 1983 | Giochi del Mediterraneo | Casablanca | Lancio del giavellotto | Argento   | 59,08 m     | [ 1 ] |
| 1985 | Universiadi             | Edmonton   | Lancio del giavellotto | Argento   | 63,06 m     | [ 2 ] |

## Campionati nazionali
- ai Campionati italiani assoluti di atletica leggera, lancio del giavellotto (1979, 1980, 1981, 1982, 1983, 1984, 1986 e 1990)